# Valerie Abou Chacra
Valerie Abou Chacra (en árabe: فاليري أبو شقرا‎: ; nacida el 15 de enero de 1992) es una reina de belleza libanesa que fue coronada Miss Líbano 2015. Representó a Líbano en Miss Mundo 2015.

## Educación
Abou Chacra estudió Artes de la Comunicaciónː Radio y Televisión, en la Universidad Libanesa Americana.

## Concursos de belleza
Abou Chacra fue coronada Miss Líbano 2015 el 12 de octubre de 2015.

## Carrera
Abou Chacra empezó a actuar en la serie de televisión 10 Abid Zghar, en 2014. Más tarde participó en Dancing with the Starsː Raqs el Noujoum en 2016, y terminó en tercera posición. En 2017, presentó Project Runway. Más tarde, actuó en la segunda temporada de Al Hayba en 2018, y en Ma Fiyi en 2019.

## Vida personal
El 8 de junio de 2019, se comprometió con el empresario libanés Ziad Ammar.  Se casaron el 1 de agosto de 2020 en Jounieh, Líbano. En marzo de 2021 anunció que estaba embarazada. Las dos hijas del matrimonio Jasmine y Tamar Ammar nacieron el 28 de julio de 2021 en el Clemenceau Medical Center en Dubái, Emiratos Árabes. En agosto de 2023 anunció mediante Instagram que estaba embarazada de su tercer hijo. Dio a luz a su tercer hijo, Elias Ammar, el 20 de enero de 2024. 

## Filmografía
| Año       | Título            | Personaje     |
| --------- | ----------------- | ------------- |
| 2014      | A'shra Abid Zghar | Sophie        |
| 2016-2017 | Teen Wolf         | Laila Ibrahim |
| 2018      | Al Hayba          | Mariam        |
| 2019-2020 | Ma Fiyi           | Yasma         |
| 2021      | La Hukm Alayh     | Zaman Bittar  |